# Šestotravanjska nagrada Grada Sarajeva
Šestotravanjska nagrada grada Sarajeva (bošnjački, srpski: Šestoaprilska nagrada grada Sarajeva) dodjeljuje se istaknutim pojedincima, skupinama i kolektivima za značajna ostvarenja i izuzetne uspjehe u radu, postignute u svim područjima političkog i društvenog života. Dobitnici se tako nagrađuju za kontinuirani rad i iznimna djela u području gospodarstva, znanosti, kulture, odgoja i obrazovanja, tehnike i tehnologije, športa, zdravstva i socijalne zaštite, zaštite čovjekova okoliša sredine i u inim područjima rada i stvarateljstva. Nagrada se dodjeljuje bez obzira na godinu ostvarenja nagrađenog uspjeha, a od ključne je važnosti da djela doprinose ukupnom unaprijeđenju i razvitku grada Sarajeva.
Odluku o dobitnicima Šestotravanjske nagrade grada Sarajeva donosi Gradsko vijeće na prijedlog Odbora za dodjelu Šestotravanjske nagrade grada Sarajeva. Nagrada se dodjeljuje svake godine na svečanoj sjednici Gradskog vijeća na dan oslobođenja Sarajeva, 6. travnja.

## Dobitnici

### 1950-te
| Godina | Pojedinačna nagrada                                                                                    | Grupna nagrada                       | Kolektivna nagrada |
| ------ | --- | ------------------------------------ | ------------------ |
| 1956.  | Vojo Dimitrijević                                                                                      | Andrija Čičin-Šain i Mirjan Baldazar | nije dodijeljena   |
| 1957.  | Midhat Begić Branko Grković Radenko Mišević Safet Pašalić Ivan Stajcer                                 | nije dodijeljena                     | nije dodijeljena   |
| 1958.  | Jolanda Đačić Ahmed Hromadžić Smiljan Klaić Zdravko Kovačević Mladen Pozajić                           | nije dodijeljena                     | nije dodijeljena   |
| 1959.  | Vanda Cistler Franjo Horvat Tomo Janjić Ilija Kecmanović Jurisav Korenić Tomo Kuruzović Mica Todorović | nije dodijeljena                     | nije dodijeljena   |

### 1960-te
| Godina | Pojedinačna nagrada | Grupna nagrada | Kolektivna nagrada                          |
| ------ | --- | --- | ------------------------------------------- |
| 1960.  | Veselin Badrov Ivan Brkanović Arfan Hozić Slavko Leovac Juraj Neidhardt | nije dodijeljena | nije dodijeljena                            |
| 1961.  | Olga Babić Milivoje Bačanović Živorad Janković Muhamed Kadić Todor Kruševac Hamid Lukavac | nije dodijeljena | Kazalište lutaka Sarajevo                   |
| 1962.  | Boro Grigovorić Dragan Kulidžan Rizo Ramić Meša Selimović Miroslav Špiler | Svetozar Radojčić, Josif Enriko, Slobodan Jovičić i Muhamed Karamehmedović | nije dodijeljena                            |
| 1963.  | David Finci Ljubo Lah Željko Marjanović Branko Rabar Teodor Romanić Risto Trifković Zlatko Ugljen | nije dodijeljena | nije dodijeljena                            |
| 1964.  | Nail Alajbegović Eduard Bogdanić Mak Dizdar Paško Duplančić Glibo Šašić Vlado Jablan Niko Jovičević Esad Kazazović Franjo Likar Zvonko Oreb Strahinja Petrović Zdenko Praskač Fahrudin Sabrihafizović Miloš Samardžić Vladimir Zarahović Miloš Žarković                        | nije dodijeljena | nije dodijeljena                            |
| 1965.  | Josip Bać Esad Bajraktarević Rejhan Demirdžić Branislav Đurđev Momčilo Jovanović Čedo Kisić Hajrudin Krvavac Dragan Milinović Ljiljana Molnar Dako Radošević Ranko Rakanović Afan Ramić Salem Resulović Marko Slomović Luka Sorajić Dane Škerl Ljubomir Šušić Husein Tahmiščić | – Zvonko Knežević i Zdravko Pujić – Ivan Štraus i Tihomir Štraus | nije dodijeljena                            |
| 1966.  | Abdurezak Abduzaimović Jan Beran Emerik Blum Ismet Brkić Vlatko Filipović Mario Mikulić Ibro Mujezinović Predrag Palavestra Ina Samokovlić-Krstanović Boris Smoje Avdo Sućeska Dževad Taletović Helena Uhlik-Horvat                                                            | – Miodrag Bogićević, Slavko Leovac, Husein Tahmiščić i članovi redakcije Izraza: Anđelko Ristić, Valerija Škrinjar, Izet Muftić, Dragoljub Jović, Enes Čengić, Dušan Lončarević, Svetozar Malešev, Zvonimir Požar, Lazo Ciganović, Maja Dragutinović, Nikola Ivanović i Višnja Maloković – Dušan Jovičić, Šalom Altarac, Mirko Manojlović, Rudi Stojak, Aiša Tomašev, Miloš Bajović, Stevo Opačić, Mirko Radišić, Jovan Vasić i Rasim Bajraktarević – Žika Ristić i Suad Mrkonjić | nije dodijeljena                            |
| 1967.  | Rajmond Bertan Ibro Brkić Vladimir Dedijer Ahmed Grebo Zdenko Grgić Juraj Marek Antun Marinić Adi Mulabegović Mithat Mutapčić Makso Savin Radivoje Spasić Asim Šukalić Duško Trifunović Rasim Volić Anđelko Vuletić                                                            | Vahidin Spahović i Mijo Trgovčević | nije dodijeljena                            |
| 1968.  | Sadik Bučuk Izet Buševac Dragica Čalić Bahrudin Čengić Blagoje Đorđević Slobodan Jovičić Hajrija Kapić Nikola Nikolajević Nenad Radanović Hazim Šabanović | Dragan Ivošević i Olga Saničanin | Gorska služba spašavanja – Stanica Sarajevo |
| 1969.  | Mersad Berber Sead Brkić Abaz Deronja Sofija Divčić Vefik Hadžismajlović Ejub Ibrahimović Hamdija Kapidžić Svetozar Koljević Herta Kuna Rikard Kuzmić Ibrahim Ljubović Slavko Mićanović Tihomir Mirić Danica Rošulj-Malkin                                                     | Petar Razlog, Šemso Hadžiefendić, Salko Selimović i Murat Goro | nije dodijeljena                            |

### 1970-te
| Godina | Pojedinačna nagrada | Grupna nagrada                                                                          | Kolektivna nagrada |
| ------ | --- | --------------------------------------------------------------------------------------- | --- |
| 1970.  | Borislav Aleksić Risto Besarović Slavko Čanković Muhamed Filipović Bogdan Maksimović Sulejman Memić Ognjen Miličević Ljubica Mladenović Hilmija Pitić Danilo Protić Slavko Šantić Aleksa Štrbo Rifat Tvrtković                                                                                                 | – Živorad Janković, Ognjeslav Malkin i Halid Muhasilović – Ismet Mehić i Ranko Stanišić | Balet Narodnog kazališta u Sarajevu |
| 1971.  | Olga Đoković Darinka Đurašković Leopold Kauret Veljko Kojović Boško Kučanski Alija Kučukalić Vojslav Maksimović Enver Mehmedbašić Mira Meštrović Muhamed Muratbegović Vojislav Pavlović Slavko Pervan Kasim Prohić Arif Purivatra Dara Sekulić Hamdija Sijerčić Svetozar Zimonjić                              | Vladimir Knor, Slavko Bilobrk i Abdulah Jesenković                                      | nije dodijeljena |
| 1972.  | Pavle Dostal Savo Đurić Vojin Komadina Marko Krsmanović Zdenko Lešić Nikola Nešković Zdravko Ostojić Hiba Ramadanović Džemal Rezaković Abdulah Šarčević Bakir Tanović Mehmed Zaimović Miodrag Žalica | nije dodijeljena                                                                        | Drama Narodnog kazališta u Sarajevu |
| 1973.  | Ivan Foht Pavle Fukerak Branko Kurpjel Svetislav Masleša Stjepan Matić Abdulah Olovčić Radovan Vučković Ivan Zovko | Emina Kamberović-Mičić i Muhamed Imanić                                                 | Željeznička škola s praktičnom obukom „"Vaso Miskin Crni" u Sarajevu |
| 1974.  | Milica Buljubašić Hašim Čaušević Vladimir Dobrović Ivan Kalcina Jelka Knežević Nikola Kovač Dušan Maleš Lazo Materić Mihajlo Mihaljević Muhamed Sandžaktarević Ešref Sarajlić Dževad Softić | nije dodijeljena                                                                        | Osnovna škola "Ivan Goran Kovačić" |
| 1975.  | Stevo Anđelić Fehim Avdić Azra Begić Franc Cingle Nedžad Ibrišimović Josip Katalinski Borivoje Knežević Katarina Kocka Tvrtko Kulenović Ramo Lončarević Jagoda Maksimović-Beran Ljubo Miloš Muhamed Mujezinović Fadil Numić Josip Pejaković Božo Raković Ruža Starčević Neđo Šipovac Alija Talić Meho Vladović | Milan Kušan, Branko Bulić, Svetozar Gogunović i Franjo Lastavec                         | – Prosvjetno-pedagoški zavod – Fabrika duhana u Sarajevu – Kamerni teatar 55 – Tvornica čarapa "Ključ" – Steleks – Sarajevofilm – Škola za unutrašnje poslove u Sarajevu – SOUR Unioninvest – RO Vodovod i kanalizacija Sarajevo |
| 1976.  | Zdravko Besarović Mirza Delibašić Hasan Hadžiomerović Alija Isaković Mustafa Karišik Savan Knežević Kolobarić Mladen Uroš Kravljača Zdravko Likić Gertruda Munitić Mithat Prcić Nevenka Pucar Belkisa Rizvanbegović Halid Sinanović Dušan Spasojević Branko Tomašević                                          | nije dodijeljena                                                                        | – NIŠRO Oslobođenje – Osnovna škola "29. novembar" – RKUD "Proleter" – Institut za transfuziologiju i hematologiju Bosne i Hercegovine – OKUD "Ivo Lola Ribar" – Biblioteka "Logos" – OOUR Livnica čelika - SOUR Energoinvest – Mjesna zajednica Ilidža – Savez gorana grada Sarajeva – Studijski centar Gradskog komiteta Saveza komunista Sarajevo |
| 1977.  | Midhat Aganović Boro Drašković Radoslav Džodžo Muris Idrizović Vladimir Jokanović Ekrem Kulenović Zlatko Lavanić Mirko Lukić Radovan Milan Miroslav Miličević Muzafer Mujić Mirko Ovadija Dušan Piljo Rizo Selmanagić Alma Sokolović Tonko Šoljan Alojz Vesić                                                  | nije dodijeljena                                                                        | – Akademsko astronomsko društvo Sarajevo – Revija Odjek – Profesionalna vatrogasna brigada Sarajevo – Institut za automatiku i računske nauke IRCA – Mjesna zajednica Blagovac – Radio program Sarajevo 202 |
| 1978.  | Mitar Aleksić Novak Anđelić Ljubomir Berberović Razija Handžić Mirza Idrizović Hanifa Kapidžić-Osmanagić Ljubo Kojo Ratko Lalić Tonko Marčić Jasenka Roter-Petrović Muhamed Teftedarija Čedomir Vujanović | Ante Rajić, Džemaludin Karić i Vinko Rajić                                              | – KK Bosna – Indexi – MZ Bistrik – OKUD "Miljenko Cvitković" – Predstava Omer paša Latas Narodnog kazališta u Sarajevu – Prva gimnazija u Sarajevu |
| 1979.  | Dragan Anđelić Milo Gučevac Zaim Imamović Aleksandar Kalmar Nasiha Kapidžić-Hadžić Nedžad Kolaković Manojlo Marković Ismar Mujezinović Ismet Mujezinović Vladimir Pšorn Zijah Sokolović Derviš Sušić Stipo Vilić Tihomir Vuković                                                                               | Vokalni ansambl "Prijatelji"                                                            | – Hotel Evropa – Konferencija Osnovne organizacije saveza slijepih BiH Sarajevo – Streljačka družina "Mile Vujović Učo" – UPI RO Proizvodnja i prerada mlijeka – Savezna omladinska radna akcija "Sarajevo" – RK Željezničar – Škola za osnovno muzičko obrazovanje "Dr. Vojislav Vučković" – Tkaonica ćilima Ilidža – Vojni orkestar Sarajevo       |

### 1980-te
| Godina | Pojedinačna nagrada | Grupna nagrada | Kolektivna nagrada |
| ------ | --- | --- | --- |
| 1980.  | Fahrija Ajanović Mustafa Ajanović Vladimir Bjelica Nikola Cvijetić Jovanka Čović Karlo Dombaj Rato Dugonjić Zoran GajićFuad Hadžihalilović Miroslav Jančić Radoslav Jovanović Dragutin Kosovac Svetislav Lučić Olga Marasović Munir Mesihović Branko Mikulić Džemal Muminagić Mehmed Metevelić Dane Olbina Muzafer Osmanagić Avdo Smajlović Žarko Varajić | nije dodijeljena | – OOUR Elektrotopionica RO Željezara Ilijaš – SOUR Famos – Feroelektro – OŠ "Bane Šurbat" – UPI RO Promet na malo – Građevinska radna organizacija Put – Sarajevska brigada Teritorijalne obrane Hasan Brkić                   |
| 1981.  | Bahra Đuk Mladen Knežević Moni Levi Julio Marić Mara Marinković Mirko Marjanović Borislav Milatović Kemal Monteno Muhamed Nakaš Mirko Oljača Vaso Radić Milanko Renovica Safet Sušić Milivoje Unković Zvonko Zrnčić | Fatih Imamović, Zdravko Jurić, Željko Molinar i Zijo Pašić                                                                                               | – Policijska postaja za sigurnost prometa Sarajevo – OKUD "Slobodan Princip Seljo" |
| 1982.  | Nađija Biser-Taso Milan Gračanin Seid Hasanefendić Milan Hiholjčić Ratko Jovičić Zijo Kučukalić Emir Kusturica Anton Lovrinčević Vesna Mašić Aleksa Mikić Sofija Mikšić Franjo Milošević Danilo Štaka Miroslav Varadin | – Nazim Alihodžić, Mehmedalija Budalica, Miodrag Popadić, Enver Raljević i Mirko Šošić –Vokalni ansambl "Breze"                                          | – Umjetnički paviljon Colegium aristicum – RO Petrolinvest –Emisija Televizije Sarajevo Sarajevska hronika |
| 1983.  | Predrag Bojić Katarina Dorić Mihailo Galić Janez Gorišek Nenad Guzina Asim Jamakosmanović Aleksandar Jevđević Borivoje Knežević Salim Obralić Muhamed Pašović Petar Skert Milica Šnajder-Huterer Ismet Zubović | – Nisim Albahari, Rafael Brčić, Miodrag Čanković, Mehmed Džinić, Ahmed Hadžirović i Dane Olbina –Natalija Dozet, Marko Stanišić i Sonja Sumenić-Bijeljac | – Hemijski institut Prirodno-matematičkog fakulteta Sarajevo – Radio klub "Nikola Tesla" – Sarajevska filharmonija – SOUR Energoinvest RO "Vaso Miskin Crni" – Vojna bolnica Sarajevo                                          |
| 1984.  | Boris Bakrač Stevan Bulajić Ahmed Karabegović Kemal Karačić Sofija Kosovac Nedžad Kurto Razija Lagumdžija Pavle Lukač Seid Maglajlica Milan Medić Mirko Mladić Milan Mučibabić Murat Musabegović Sadudin Musabegović Salko Oruč Isak Ozmo Vanja Popović Hranislav Rašić Sabahudin Selesković Anto Sučić Artur Takač Vojo Tomić Alija Velić Ljubiša Zečević | nije dodijeljena | – Klinika za rekonstruktivnu i plastičnu hirurgiju – Organizacijski odbor 14. ZOI – Organi unutaranjih poslova općina i grada Sarajeva – Radio-televizija Sarajevo – GRO "Vranica" – Dom kulture Vratnik – RO "Zrak" Sarajevo´ |
| 1985.  | Ljubo Aralica Mahmut Bajraktarević Muhidin Begić Franjo Budim Oskar Danon Musa Dizdarević Jelena Dopudža Ahmed Džuvić Miloš Đurašković Aleksandar Fajgelj Leon Fliker Kazimir Franković Miroslav Homen Mujesira Ivić Dragan Jakmirović Dževad Jarebica Džemil Kapetanović Zagorka Kapetanović Slobodan Kezunović Faruk Konjhodžić Desa Koštan-Olbina Slavica Kujundžić Hakija Kulenović Sidika Lokmić Nedim Mahić Dane Maljković Zdravko Marić Spasoje Mičić Rajka Mikulić Mitar Minić Ante Nevjestić Ankica Pavlović-Albahari Mile Perković Ratko Popadić Fuad Ramić Veljko Ržehak Ervin-Stanko Salcberger Mehmed Šišić Arif Tanović Sekula Todorović Mirko Tošić Salko Vilić | nije dodijeljena | – Institut za fizijatriju i rehabilitaciju Ilidža – Industrija pekarstva Sarajevo – Gimnazija "Ognjen Prica" – Kazalište mladih Sarajevo – Šahovski klub "Sarajevo" – RO "Vladimir Perić Valter" Sarajevo                      |
| 1986.  | Josip Magdić Dženana Buturović Ivo Dunkić Milo Đurović Zlatan Karavdić Dušan Kecmanović Miloš Okuka Ladislav Ožegović Marko Pezer Abdulah Sidran Gojko Sikimić Mladen Todorović Mato Tomičić Milorad Tomašević Uglješa Uzelac Antonije Vlačić | Lidumil Alikalfić, Dušan Djapa i Osman Morankić | Šahovski klub Bosna OŠ Miljenko Cvitković SOUR Svjetlost Tvornica armatura OOUR SOUR-a Energoinvest |
| 1987.  | Zijah Brajlović Džemal Čelić Esad Čengić Salavko Dadić Orest Fabris Kemal Hrelja Borislav Komljenović Nurudin Numić Senija Pilavdžija Vlado Raguž Nevenka Škero Stevan Tontić Petar Waldegg | | OOUR Bosanka Blažuj Dom TO Zavod za studije i projektiranje Narodna knjižnica "Hasan Kikić" Pedagoška akademijau Sarajevu Vojna akademija RZ i PZO Rajlovac                                                                    |
| 1988.  | Trajko Cvjetković Suljo Efendić Safet Hasanbegović Alija Hubana Stevan Josipović Sulejman Kukavica Dara Stojiljković Čedomil Šilić Ivo Šeremet Branislav Verbić | | SOUR „FAMOS“ (RO „Koran Pale“) Povijesni arhiv Sarajevo Skijaški klub Sarajevo |
| 1989.  | Stiepo Andrijanić Mustafa Beganović Hamdija Delić Slobodan Jovandić Josip Lešić Boriša Starović Predrag Vujović | | Muzej grada Sarajeva OŠ „Hasan Kikić“ |

### 1990-te
| Godina   | Pojedinačna nagrada | Grupna nagrada                                                                  | Kolektivna nagrada |
| -------- | --- | ------------------------------------------------------------------------------- | --- |
| 1990.    | Rifat Hadžiselimović Ademir Kenović Hasan Muratović Predrag Nikolić Ivica Osim Aleksandra Romanić Salih Sadović                                                                    | nije dodijeljena                                                                | –DP „Energoinvest“ – Računarski centar Sarajevo – Zavod za posebni odgoj i obrazovanje djece u Sarajevu |
| 1991.    | Nijad Abadžić Slobodan Blagojević Ismet Dizdarević Hasan Hadžijahić Asim Jabučar Sead Musić Mila Rakanović Vladimir Rolinc Faruk Selesković                                        | nije dodijeljena                                                                | –Klinika za tuberkulozu i određene kronične plućne bolesti Kasindo – Predstava „Carmina Burana“, predstava Narodnog kazališta u Sarajevu |
| 1992.    | Braco Dimitrijević Hamdija Dolarević Ratko Drašković Gradimir Gojer Dragan Jovičić Bernd Leissner Enver Mešanović Goran Milić Marko Oršolić Nada Pivac Avdo Sofradžija Ivica Šarić | Rajko Mandić i Vedad Hamšić                                                     | – Židovska općina u Sarajevu - Grafičko-izdavačka kuća „OKO“ |
| 1993-97. | Nagrada nije dodijeljena | Nagrada nije dodijeljena                                                        | Nagrada nije dodijeljena |
| 1998.    | Amor Mašović Mustafa Imamović Ilija Ladin Mila Rakanović Emir Nuhanović Abdulah Nakaš                                                                                              | nije dodijeljena                                                                | – USD "Bosna" – Zavod za hitnu medicinsku pomoć Sarajevo – Poduzeće "Klas" Sarajevo – Organizacija obitelji šehida i poginulih boraca sarajevske županije – Savez ratnih vojnih invalida sarajevske županije – Županijska organizacija "Bosna - zelene beretke" Sarajevo Festival Sarajeva "Sarajevska zima" |
| 1999.    | Juan Antonio Samaranch Ivan Lovrenović Dževad Šabanagić Edin Numankadić Mehmed Užičanin Nenad Marković                                                                             | – Francis R. Jones, Dževad Hozo, Rusmir Mahmutćehajić – Šefika i Said Jamaković | – Javna ustanova "Apoteke" Sarajevo – Županijsko javno poduzeće "Rad" Sarajevo – Bosanskohercegovačka reprezentacija u sjedećoj odbojci |

### 2000-te
|  |

### 2010-te
| Godina | Pojedinačna nagrada | Grupna nagrada                                        | Kolektivna nagrada                               |
| ------ | ------------------- | ----------------------------------------------------- | ------------------------------------------------ |
| 2010.  | Ibrahim Spahić      | Larisa Cerić, Arijana Jaha i Branimir Crnogorac       | Opća bolnica "Prim. dr. Abdulah Nakaš"           |
| 2011.  | Dejan Milošević     | Zilha Šeta, Bahra Radača, Selma Kadrić i Fahra Tatlić | Hrvatsko narodno vijeće Bosne i Hercegovine      |
| 2012.  | Valerijan Žujo      | nije dodijeljena                                      | Udruženje likovnih umjetnika Bosne i Hercegovine |

## Ostale nagrade i priznanja Grada Sarajeva
- Ključ grada Sarajeva
- Počasni građanin grada Sarajeva
- Plaketa grada Sarajeva